# Удинськ
У́динськ (рос. Удинск) — село у складі району імені Поліни Осипенко Хабаровського краю, Росія. Адміністративний центр та єдиний населений пункт Удинського сільського поселення.

## Населення
Населення — 92 особи (2010; 129 у 2002).
Національний склад (станом на 2002 рік):
- росіяни — 63 %